# Leningrád ostroma
Leningrád ostroma, vagy a leningrádi blokád (oroszul блокада Ленинграда) a német Észak Hadseregcsoport sikertelen hadművelete volt a második világháborúban. A szovjet korszakban Leningrád néven ismert Szentpétervárt 872 napig tartották bekerítve, blokád alatt, 1941. szeptember 8. és 1944. január 27. között. A világtörténelem legpusztítóbb és legvéresebb ostroma, áldozatainak száma több millió főre tehető.

## Háttér
Leningrád elfoglalása a támadó német Barbarossa hadművelet három stratégiai célkitűzésének egyike volt, és az Észak Hadseregcsoport fő célja. A város elfoglalását több tényező is kívánatossá tette. Szimbolikus jelentőségű volt, hogy ez volt Oroszország korábbi fővárosa és az 1917-es oroszországi forradalmak fő színhelye. Katonai jelentőségét az adta, hogy itt volt a szovjet Balti Flotta fő bázisa, és egyúttal ipari központ is volt számos hadiüzemmel. 1939-re Leningrád a Szovjetunió teljes ipari termelésének 11 százalékát adta.
Adolf Hitler egy jelentés szerint annyira biztos volt a város elfoglalásában, hogy már a meghívókat is kinyomtatták a győzelmi ünnepségre, amelyet a Hotel Astoriában tartottak volna. Számos elmélet volt forgalomban arról, mit kezdene a náci Németország Leningráddal: például hogy Adolfsburg névre keresztelték volna át (amint a szovjet újságíró Lev Bezimenszkij állította), illetve a Generalplan Ost gyarmatosítási terve szerint az új Birodalomban Ingermanland tartomány székhelye lett volna. Hitler azonban a város és lakossága teljes elpusztítását kívánta. Az Észak Hadseregcsoportnak szeptember 29-én küldött utasítás szerint „A szovjet Oroszország veresége után nem fűződik érdek ennek a nagyvárosi központnak a fennmaradásához... A város körbezárása után vissza kell utasítani a kéréseket a feladásról való tárgyalásra, mivel a lakosság áthelyezése és élelmezése nem lehet a mi dolgunk. A létünkért folytatott harcban nem lehet az érdekünk, hogy fenntartsuk ennek a nagyon nagy városi lakosságnak akár a töredékét is.” 
Hitler végső terve az volt, hogy Leningrádot földig rombolják, és a Néva folyótól északra eső területeket a finneknek adják. 1941. november 27-én Hitler erről beszélt Witting finn külügyminiszternek.

## Az előkészületek

### Német tervek
Az Észak Hadseregcsoport Wilhelm Ritter von Leeb Feldmarschall parancsnoksága alatt közelítette meg Leningrádot. Von Leeb terve az volt, hogy menetből foglalják el a várost. A gyors elfoglalás terve meghiúsult, részben mert Hitlert Franz Halder, a vezérkar főnöke meggyőzte, hogy vonja ki a hadseregcsoportból a 4. Panzer csoportot és küldje délre, hogy Fedor von Bock Moszkva elleni támadását segítse. Emiatt von Leebnek ostromgyűrűbe kellett fognia a várost, miután elérte a Ladoga-tavat és a gyűrűt bezárva igyekezett elérni a Carl Gustaf Emil von Mannerheim marsall vezette finn hadsereget, amely a Szvir folyónál várakozott, Leningrádtól keletre.
A finn erők Leningrádtól északra, a németek délre helyezkedtek el. Mind a német, mind a finn erők célja az volt, hogy teljesen elvágják a várost az utánpótlástól, bár a finn részvétel főleg abból állt, hogy visszafoglalták az 1939-es téli háborúban elvesztett területeket. A németek arra számítottak, hogy az éhezés fogja térdre kényszeríteni a leningrádiakat. Számításaik szerint a kiéheztetéshez nem volt szükség többre néhány hétnél.

### Leningrád megerődítése

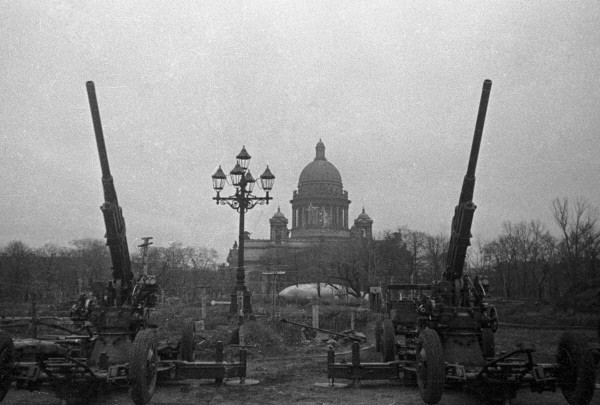
Légelhárító ágyúk Leningrádban, a Szent Izsák-katedrálisnál

1941. június 21-én a Leningrádi Városi Tanács megszervezte a civilek gyorsreagálású csoportjait. A rákövetkező napokban a lakosságot tájékoztatták a veszélyről és több, mint egymillió embert erődítések építésére mozgósítottak. A város körül számos védelmi vonal épült a civil ellenállás megkönnyítésére.
Délen a megerősített védővonalak a Luga folyó torkolatától Csudovo, Gatcsina, Urick (ma Szentpétervár része) településekig és a Pulkovói-dombokig futottak, majd át a Néva folyón. Egy másik vonal Petyergof városon haladt keresztül Gatcsina, Pulkovo, Kolpino és Koltusi felé. Az északi külvárosokban már az 1930-as években megépítették a finnek ellen a 22. karéliai erődített körzetet és ezt most újraszervezték. A civilek összesen 306 kilométernyi farönk barikádot, 635 kilométernyi szögesdrót akadályt, 700 kilométer tankelhárító árkot, 5000 fa-, beton-, illetve megerősített betonbunkert építettek, és 25 ezer kilométernyi nyílt árkot ástak ki. Az Auróra cirkáló ágyúit a Pulkovói-dombokra szállították.

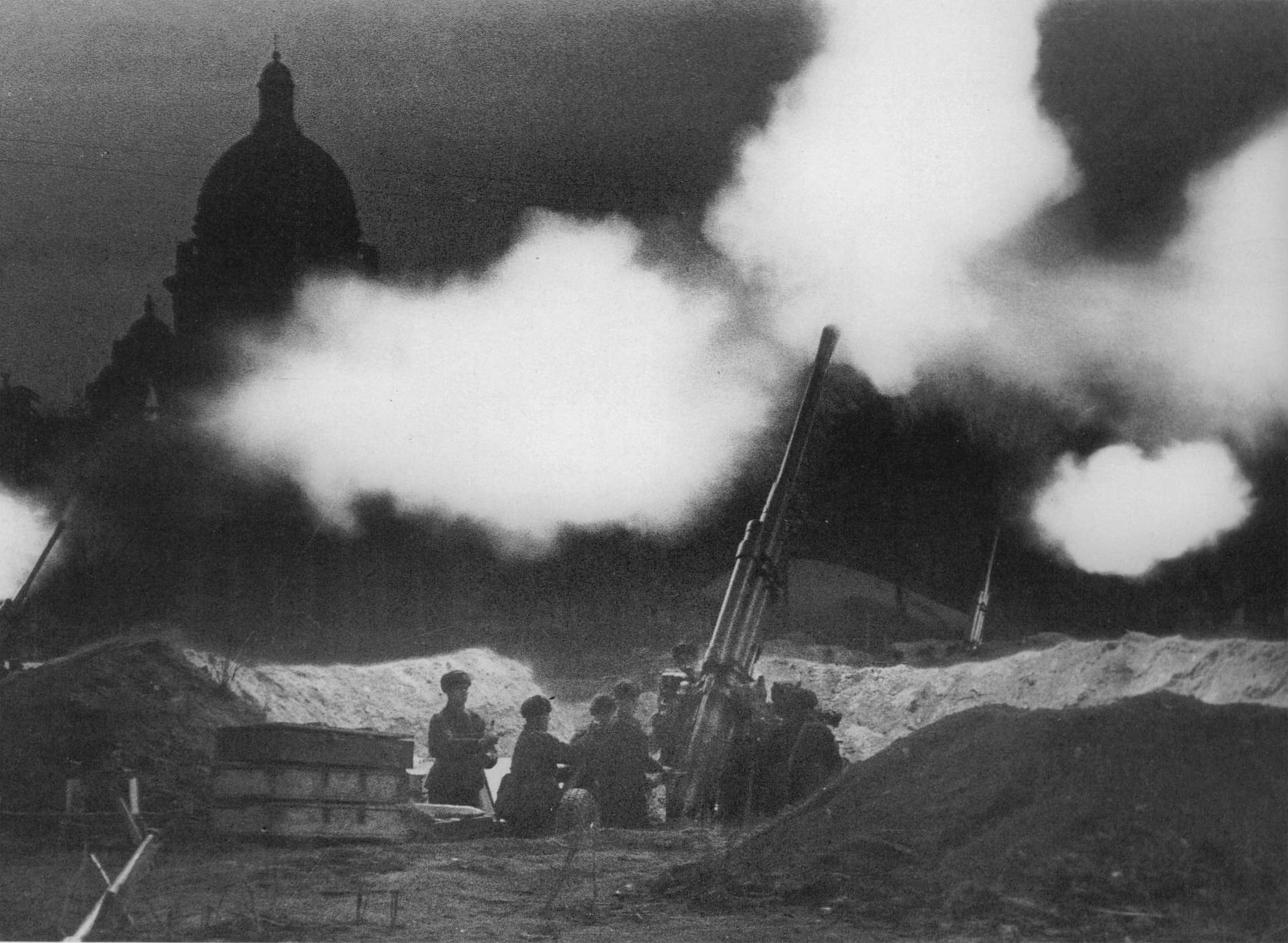
Anti aircraft Leningrad 1941

## A felfejlődés
A kelet-poroszországi 4. Panzer Csoport gyorsan haladt előre, elfoglalta Pszkovot és augusztus 16-án elérte Novgorodot. A németek egy halott szovjet tisztnél megtalálták a védelmi tervet, de a szovjet védők halálig harcoltak. Novgorod elfoglalása után Erich Hoepner tábornok páncélosai továbbhaladtak Leningrád felé. A német 18. hadsereg, bár mintegy 350 ezer katonája lemaradt, bevonult Osztrovba és Pszkovba, miután a szovjet Északnyugati Front katonái visszavonultak Leningrád felé. Július 10-én Osztrov és Pszkov elesett és a 18. hadsereg elérte Narvát és Kingiszeppet, ahonnan a Luga folyó mentén haladtak tovább Leningrád felé. Ezzel a németek ostrompozícióba kerültek a Finn-öböltől a Ladoga-tóig, azzal a céllal, hogy minden irányból elszigeteljék a várost. A finn hadsereg feladata az volt, hogy a Ladoga-tó keleti partján haladjon előre.

### A csata résztvevői

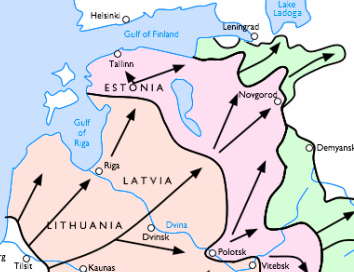
Az Észak Hadseregcsoport előrenyomulása 1941-ben.

#### Németek
- Észak Hadseregcsoport (Feldmarschall Wilhelm von Leeb tábornagy)[23]
  - 18. hadsereg (von Küchler)
    - XXXXII. hadtest (2 gyalogos hadosztály)
    - XXVI. hadtest (3 gyalogos hadosztály)

  - 16. hadsereg (Busch)
    - XXVIII. hadtest (von Wiktorin) (2 gyalogos és egy páncélozott hadosztály)
    - I. hadtest (2 gyalogos hadosztály)
    - X. hadtest (3 gyalogos hadosztály)
    - II. hadtest (3 gyalogos hadosztály)
    - (L. hadtest – a 9. hadsereg alatt) (2 gyalogos hadosztály)

  - 4. Panzer Csoport (Hoepner)
    - XXXVIII. hadtest (von Chappuis) (1 gyalogos hadosztály)
    - XXXXI. motorizált hadtest (Reinhardt) (1 gyalogos, 1 motorizált, 1 páncélozott hadosztály)
    - LVI. motorizált hadtest (von Manstein) (1 gyalogos, 1 motorizált, 1 páncélozott, 1 páncélgránátos hadosztály)

Az Északi Hadseregcsoport később újabb erősítésekkel bővült. 1942 augusztusában például megérkeztek a város ostromára az ún. Kék Hadosztály egységei, melyek zömében spanyol, kisrészt portugál katonákból álltak. Még korábban, februárban egy norvég kollaboráns katonai alakulat, a Vidkun Quisling által létrehozott Norvég Légió is bekapcsolódott a város ostromába, de csak jelentéktelen szerepet játszott. Részt vett szintén az ostromban a Holland Önkéntes Légió, amelynek helytállását a német parancsnokok is nagyra értékelték.

#### Finnek
- Finnország hadereje HQ (Finn marsall Mannerheim)[25]
  - I. hadtest (2 gyalogos hadosztály)
  - II. hadtest (2 gyalogos hadosztály)
  - IV. hadtest (3 gyalogos hadosztály)

#### Szovjetek
- Északi Front (Markian Popov altábornagy)[26]
  - 7. hadsereg (2 lövész, 1 milicista hadosztály, 1 tengerészgyalogos dandár, 3 motorizált lövész és egy páncélozott ezred)
  - 8. hadsereg
    - X. lövészhadtest (2 lövész hadosztály)
    - XI. lövészhadtest (3 lövész hadosztály)
    - Függetlenített egységek (3 lövész hadosztály)

  - 14. hadsereg
    - XXXXII. lövészhadtest (2 lövész hadosztály)
    - Függetlenített egységek (2 lövész hadosztály, 1 megerősített terület, 1 motorizált lövész ezred)

  - 23. hadsereg
    - XIX. lövészhadtest (3 lövész hadosztály)
    - Függetlenített egységek (2 lövész, 1 motorizált hadosztály, 2 megerősített körzet, 1 lövész ezred)

  - Luga Hadműveleti Csoport
    - XXXXI. lövészhadtest (3 lövész hadosztály)
    - Függetlenített egységek (1 páncélozott dandár, 1 lövész ezred)

  - Kingiszepp Hadműveleti Csoport
    - Függetlenített egységek (2 lövész, 2 milicista, 1 páncélozott hadosztály, 1 megerősített körzet)

  - Függetlenített egységek (3 lövész hadosztály, 4 őr milícia hadosztály, 3 megerősített körzet, 1 lövész dandár)

A 14. hadsereg Murmanszkot, a 7. hadsereg Karéliát védte, így az ostrom kezdeti szakaszában nem vettek részt. A 8. hadsereg eredetileg az Északnyugati Front része volt és a Baltikumon keresztül vonult vissza. (Július 14-én helyezték át az Északi Fronthoz.)
Augusztus 23-án az Északi Frontot kettéosztották, Leningrádi Frontra és Karéliai Frontra, mert a frontparancsnokság számára lehetetlenné vált a Murmanszk és Leningrád közti teljes terület felügyelete.
Zsukov állítása szerint a háború első három hónapjában Leningrádban tíz önkéntes milicista (narodnoje opolcsenyije) hadosztályt szerveztek, és felállítottak 16 külön tüzér és géppuskás önkéntes zászlóaljat is.:421,438

### A kommunikációs vonalak
Augusztus 6-án Hitler megismételte az utasítást: „Leningrád az első, a Donyec-medence a második, Moszkva a harmadik.” 1941 augusztusa és 1944 januárja közt a háborúban minden összefüggött a leningrádi ostromművelettel, ami a Jeges-tenger és az Ilmeny-tó között történt. Arktikus konvojok szállították az amerikai kölcsönbérleti törvény (angolul Lend-Lease Act) megengedte árut, a brit élelmet és hadianyag-ellátmányt a murmanszki vasúti végpontba a sarkvidéki útvonalon (bár a vasúti összeköttetést Leningráddal elvágta a finn hadsereg), és más helyekre is Lappföldön.

### A bekerítés

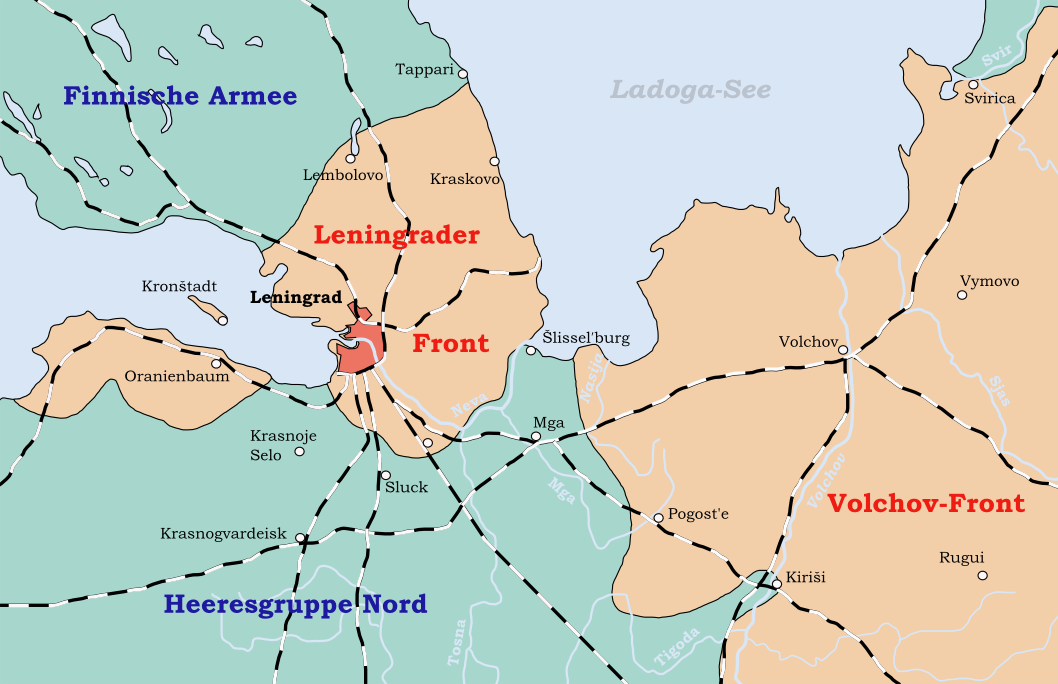
Leningrád bekerítése a térképen

A finn hírszerzés feltörte a szovjet katonai kódok egy részét és olvasni tudta a szovjet hadsereg alacsony szintű üzeneteit. Ez nagy segítség volt Hitlernek, aki folyamatosan hírszerzési információkat követelt Leningrádról. Finnország szerepét a Barbarossa-hadműveletben Hitler 21-es direktívája fektette le. „A finn hadsereg tömegének, összhangban a német hadsereg északi szárnyának az előrenyomulásával, az a feladata, hogy a maximum nagyságú orosz erőt kösse le, a Ladoga-tó északi, vagy mindkét oldalán támadva.”
Leningrád utolsó vasúti kapcsolatát augusztus 30-án vágták el, amikor a németek elérték a Néva folyót. Szeptember 8-án, mikor a németek Slisszelburgnál elérték a Ladoga-tavat, az ostromlott városba vezető közutat is elvágták, és csak egy folyosó maradt Leningrád és a tó közt, amit még nem foglaltak el a tengely erői. A szeptember 8-ai bombázás 178 tüzet okozott.
Szeptember 21-én a német főparancsnokság számba vette, hogyan pusztítsák el Leningrádot. A város megszállását kizárták, „mivel ez minket tenne felelőssé az élelmiszer-ellátásért”. a döntés az volt, hogy vegyék ostrom alá és bombázzák a várost és éheztessék ki a lakosságát. „A jövő év elején vonulunk be a városba (ha a finnek teszik meg előbb, nem tiltakozunk), aki még életben van, azokat Oroszország belsejébe, vagy fogságba visszük, letöröljük a várost a földről, és átadjuk a Névától északra fekvő területeket a finneknek.” Október 8-án Hitler újabb utasítást küldetett, Alfred Jodl aláírásával, amely arra emlékeztette az Észak Hadseregcsoportot, hogy ne fogadjanak el megadást.

### A finn részvétel

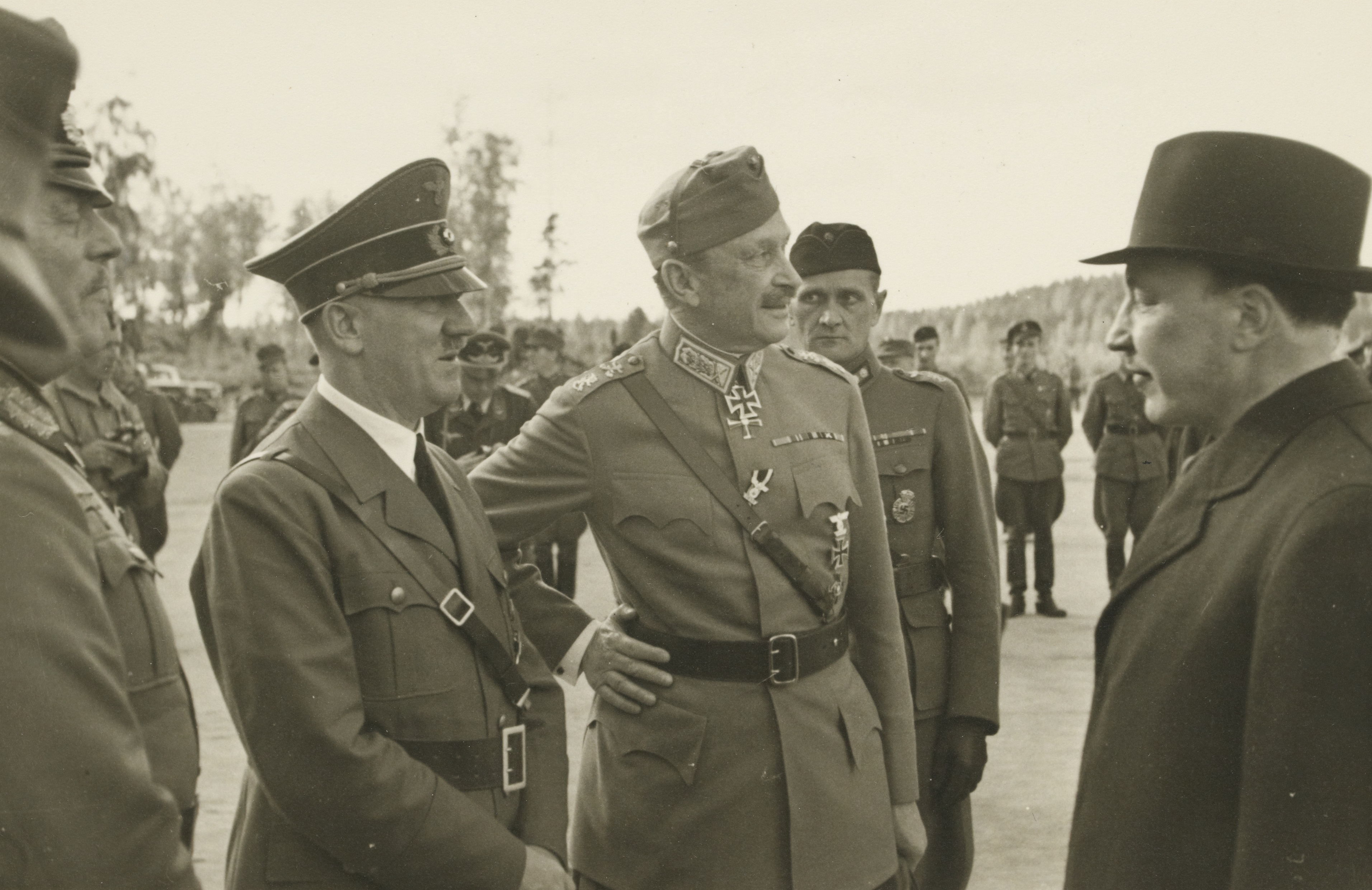
Hitler Carl Gustaf Emil von Mannerheim finn marsallal és Risto Ryti finn elnökkel. Imatra, 1942

1941 augusztusára a finnek 20 kilométernél is közelebb nyomultak Leningrád északi külvárosaihoz, az 1939-es finn-szovjet határnál, észak felől fenyegetve a várost. Kelet-Karélián át is közelítettek, a Ladoga-tótól keletre, keleti irányból is fenyegetve Leningrádot. A téli háború előtti határt a Karéliai-félszigeten a beloosztrovi és kirjaszalói szovjet hídfőket felszámolva lépték át, kiegyenesítve a frontvonalat, amely így a régi határon futott, a Finn-öböl és a Ladoga-tó partjaihoz közel. A Leningrádhoz legközelebb fekvő pozícióik a régi határon helyezkedtek el.
A szovjet beszámolók szerint a finn előrenyomulást a 22. karéliai erődített körzet ellenállása állította meg. De a finn csapatok már 1941 augusztusában korábban olyan parancsokat kaptak, hogy álljanak meg, miután elérték a megcélzott pozíciókat, amelyek közül néhány a régi határon túl feküdt. Miután elérték a célt, a finnek nem nyomultak tovább, és elkezdték a csapataik átcsoportosítását Kelet-Karéliába.
A következő három évben a finnek keveset járultak hozzá a leningrádi csatához, megtartva vonalaikat. Parancsnokságuk visszautasította a német felhívásokat, hogy intézzenek légitámadásokat Leningrád ellen és nem hatoltak délre a Szvir folyótól a megszállt Kelet-Karéliában (160 kilométerre északkeletre Leningrádtól), amit szeptember 7-én értek el. Délkeleten a németek november 8-án elfoglalták Tyihvint, de nem fejezték be Leningrád bekerítését északabbra hatolva, hogy a Szvirnél összezárják állásaikat a finnekkel. December 9-én a szovjet Volhovi Front ellentámadása kivetette a németeket Tyihvinből, a Volhov-folyóig.
1941. szeptember 6-án Alfred Jodl német vezérkari főnök Helsinkibe látogatott. Fő célja az volt, hogy meggyőzze Mannerheimet a támadás folytatásáról. 1941-ben Ryti finn elnök azt jelentette ki a finn parlamentnek, hogy a háború célja a Téli Háborúban elvesztett területek visszaszerzése és újak megszerzése keleten, Nagy-Finnország létrehozása céljából. A háború után Ryti így számolt be: "1941 augusztus 24-én meglátogattam Mannerheim marsall főhadiszállását. A németek arra akartak rávenni bennünket, hogy lépjük át a régi határt és folytassuk a Leningrád elleni offenzívát. Azt mondtam, hogy Leningrád elfoglalása nem célunk és nem is kellene részt vennünk benne. Mannerheim és Walden hadügyminiszter egyetértettek velem és visszautasították a németek ajánlatát. Az eredmény paradox helyzet volt: a németek nem tudták megközelíteni Leningrádot észak felől..." A németek és a finnek fenntartották a közös ostromgyűrűt 1944 januárjáig, de a finn állásokból keveset, vagy nem rendszeresen lőtték a várost. Mannerheim pályájának jórészét a cári orosz hadseregben töltötte, a régi Szentpéterváron állomásozva.
A finn állások közelsége – 35 kilométerre Leningrád központjától – és egy finn támadás veszélye megnehezítette a város védelmét. Volt, hogy a szovjet frontparancsnok Markian Popov nem tudta felhasználni tartalékerőit a németek ellen, mert szükség volt rájuk, hogy tartsák a 23. hadsereg védelmi állásait a Karéliai-félszigeten. Mannerheim 1941 augusztus 31-én állította le az offenzívát, mikor a hadserege elérte az 1939-es határokat. Ez megengedte Popovnak, hogy szeptember 5-én két hadosztályt átcsoportosítson a németek ellen.
Később a finn erők felszámolták a beloosztrovi és kirjasalói szovjet hídfőket, amelyek a tengerpart felől és a Vuoksi folyótól délre fenyegették őket. Paavo Talvela altábornagy és Järvinen ezredes, a Ladogáért felelős Finn Parti Dandár parancsnoka, azt javasolták a német főparancsnokságnak, hogy zárják el a Ladoga-tavon átvezető szovjet konvojútvonalat. A németek felállították a "K Tengeri Különítményt finn parancsnokság alatt (alárendelve az olasz XII Squadriglia MAS flottát is), és a német parancsnokságú Einsatzstab Fähre Ost flottát. Ezek a könnyű felszerelésű tengerészeti egységek csak 1942 nyarán és őszén működhettek. Mikor a víz befagyott, elvezényelték őket, később pedig a frontvonalak változásai nem tették praktikussá, hogy újra létrehozzák ezt az erőt.

### A védelem

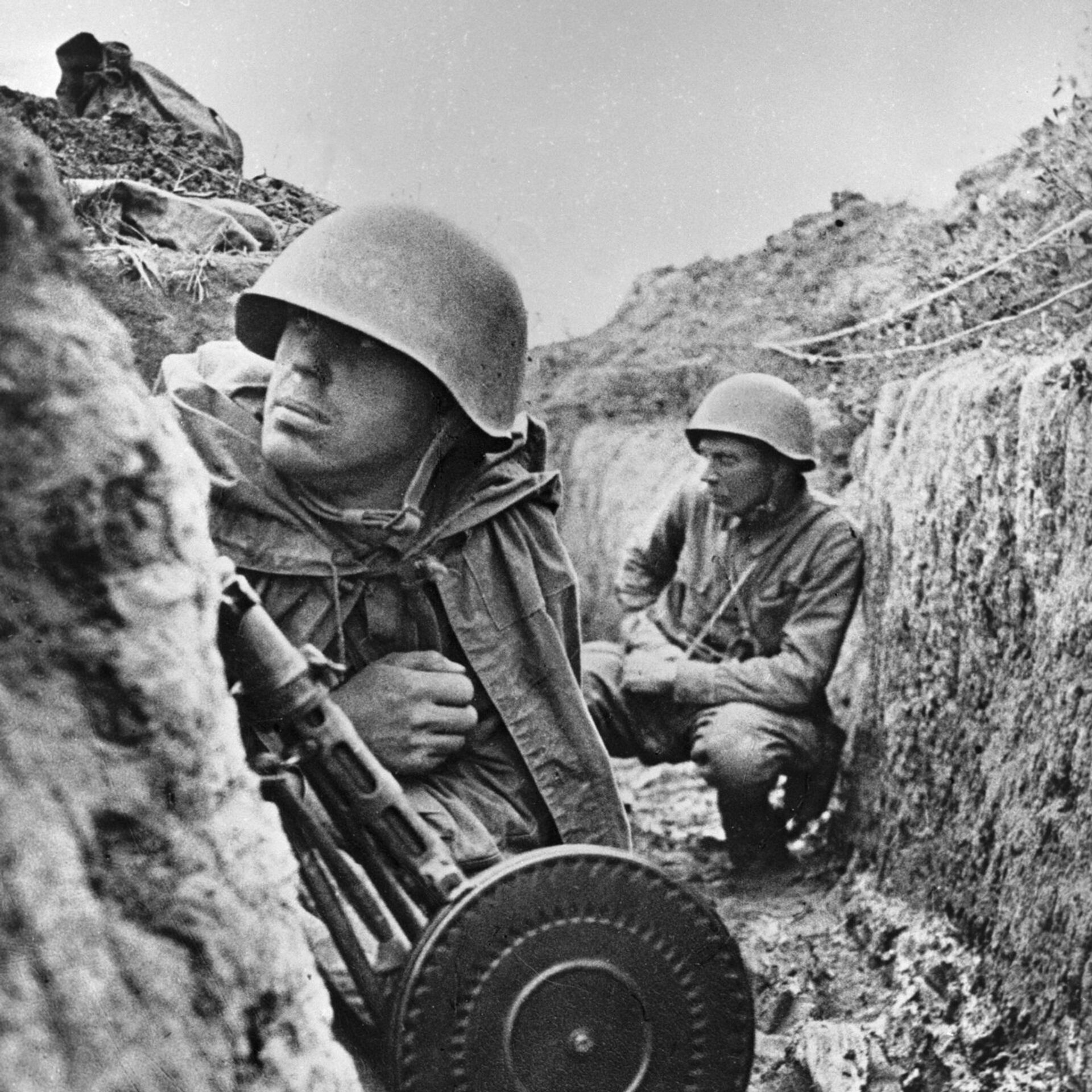
Két szovjet katona, egyikük DP golyószóróval a Leningrádi Front árkaiban, 1941 szeptember 1-én.

A Leningrádi Front (kezdetben Leningrádi Katonai Körzet parancsnoka Kliment Vorosilov marsall volt. Hozzá tartozott a 23. hadsereg az északi szektorban, a Finn-öböl és a Ladoga-tó között, és a 48. hadsereg nyugaton, a Finn-öböl és a Szlutszk–Mga közti pozíciókban. Jelen voltak még a Leningrádi Megerősített Régió, a leningrádi helyőrség, a Balti Flotta erői és Koporje, Pulkovo és Szlutszk–Kolpino hadműveleti csoportjai.

## Evakuálás
Zsukov szerint, "A háború előtt Leningrád lakossága 3 103 000 volt, a külvárosokat is beleszámítva 3 385 000. Összesen 1 743 129-et, köztük 414 148 gyermeket evakuáltak" 1941. június 29. és 1943. március 31. között. A Volga mellé, az Urálba, Szibériába és Kazahsztánba költöztették őket.
1941 szeptemberére a Kirill Mereckov vezette Volhovi Fronttól elvágták a várost. A védelmet négy hadsereg látta el: a 23. hadsereg északon, a 43. hadsereg a nyugati szektorban, az 55. hadsereg délen és a 67. hadsereg keleten. A logisztikai köldökvonal, "az Élet Útja" fenntartása a Volhovi Fronthoz tartozó 8. hadsereg feladata volt, a Ladogai Flottillával együttműködésben. A légitámogatást a 6. Légihadsereg egységei és a Balti Flotta tengerészeti repülőegységei nyújtották.
Az 1,4 millió civil evakuált védelme része volt az Andrej Alekszandrovics Zsdanov, Kliment Jefremovics Vorosilov és Alekszej Alekszandrovics Kuznyecov irányította ostromvédő hadműveleteknek. Segítséget nyújtott a Vlagyimir Filippovics Tribuc admirális vezette Balti Flotta. Az evakuációban ugyancsak fontos katonai szerepet játszott a V. P. Baranovszkij, Sz. V. Zemljanyicsenko, P. A. Trajnyin és B. V. Horoshin irányítása alatt álló Ladogai Flottilla.

### A bombázás

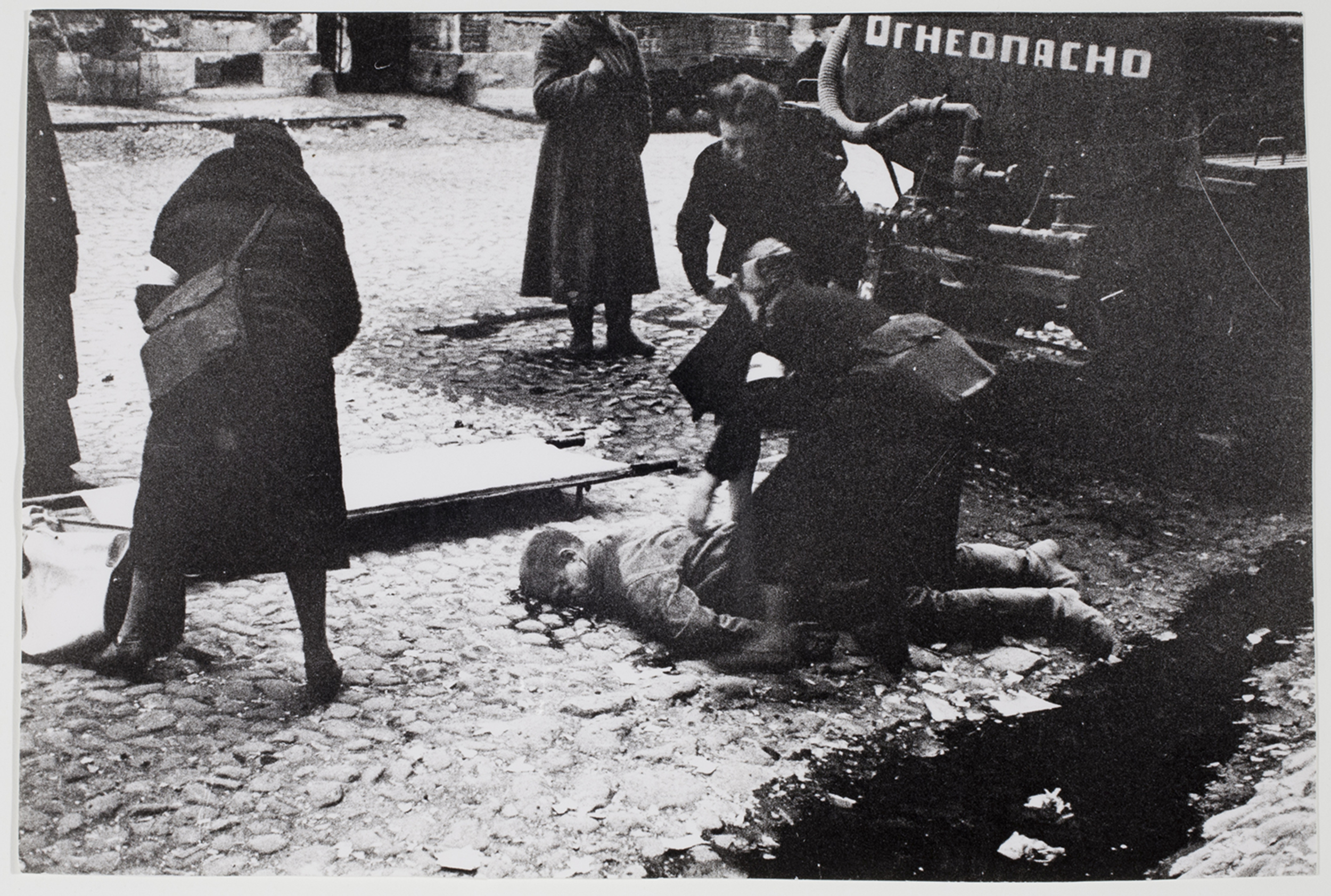
Nővérek ellátják az 1941 szeptember 10-ei német bombázás sebesültjeit

Szeptember 8-ra a német erők jórészt bekerítették a várost, elvágva a Leningrádba és külvárosaiba vezető ellátási vonalakat. "900 nap és éjszaka" ostrom kezdődött.
A szeptember 19-ei légitámadás különösen brutális volt. Az egész háború folyamán ez volt a legsúlyosabb légitámadás Leningrád ellen, amelyben 276 német bombázó vett részt. A civil áldozatok száma ezer volt. Sokan kórházakban haltak meg bombatalálattól, ahová az ostromban szerzett sebesüléseik miatt kerültek. A támadás hat hullámban zajlott. Öt kórház szenvedett találatot és a legnagyobb bazár, ahová több százan pont a bombák elől szaladtak be az utcáról.
Leningrád ágyúzása 1941 augusztusában kezdődött, és a lövetés erősödött 1942-ben, ahogy új felszerelés érkezett. Intenzitása még tovább fokozódott 1943-ban, amikor az előző években felhasznált aknák és bombák többszörösét lőtték ki a városra. Az éjszakai bombázásokban a Luftwaffe gyakran használt torpedókat is. A Balti Flotta mintegy 100 ezer légiküldetésben igyekezett akadályozni a pusztítást. A német ágyúzás és bombázás 5723 civilt ölt meg és 20 507-et sebesített meg az ostrom folyamán.

### A védők ellátása

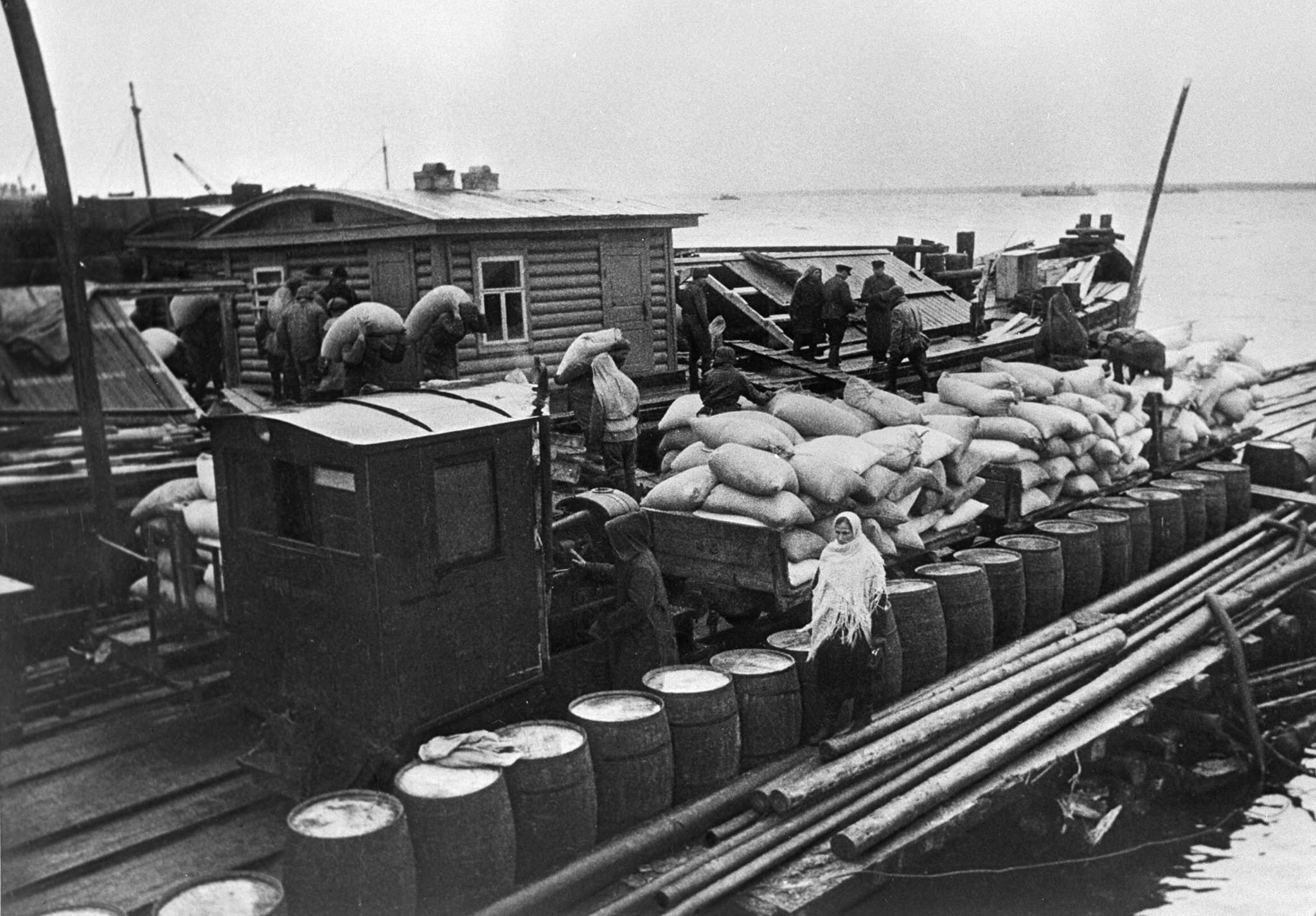
Ellátmányt rakodnak át egy Ladoga-tavi bárkáról egy keskeny nyomtávú vonatra 1942-ben

A védelemhez létfontosságú volt a folyamatos utánpótlás biztosítása. Az utánpótlási útvonal a Ladoga-tó déli része volt, és az a folyosó a tó és a város közt, amelyet a Tengely haderői nem szálltak meg. A melegebb hónapokban vízijárműveket használtak, télen pedig szárazföldi járműveket a tó jegén, a „jégúton”. A köldökzsinór biztonságára a Ladogai Flottilla vigyázott, a Leningrádi Légvédelmi Hadsereg egységeivel és a szárazföldi csapatokkal. Az életfontosságú élelmiszer-szállítmányok Oszinovec faluba érkeztek ahol átrakodták őket és még több, mint 45 kilométert tettek meg Leningrádig egy kis külvárosi vasútvonalon. Ezt az útvonalat a civilek evakuálásában is felhasználták. Az ostrom első telének káoszában még nem állt készen vészevakuálási terv és 1941 novemberéig a város teljesen el volt szigetelve, míg működtethetővé vált a Ladoga jegén futó útvonal.
Az útvonal az „élet útja” nevet kapta (oroszul Дорога жизни). Rendkívül veszélyes út volt. A járművek elakadhattak a hóban, vagy alámerülhettek a német bombák felszaggatta jégen át. Télen olyan sokan vesztek itt oda, hogy egy másik nevet is kapott: "a Halál Útja". Ennek ellenére az útvonal működött és áramlott rajta keresztül a városba az ellátmány, kifelé pedig a civilek és a sebesültek.

## Hatása a városra

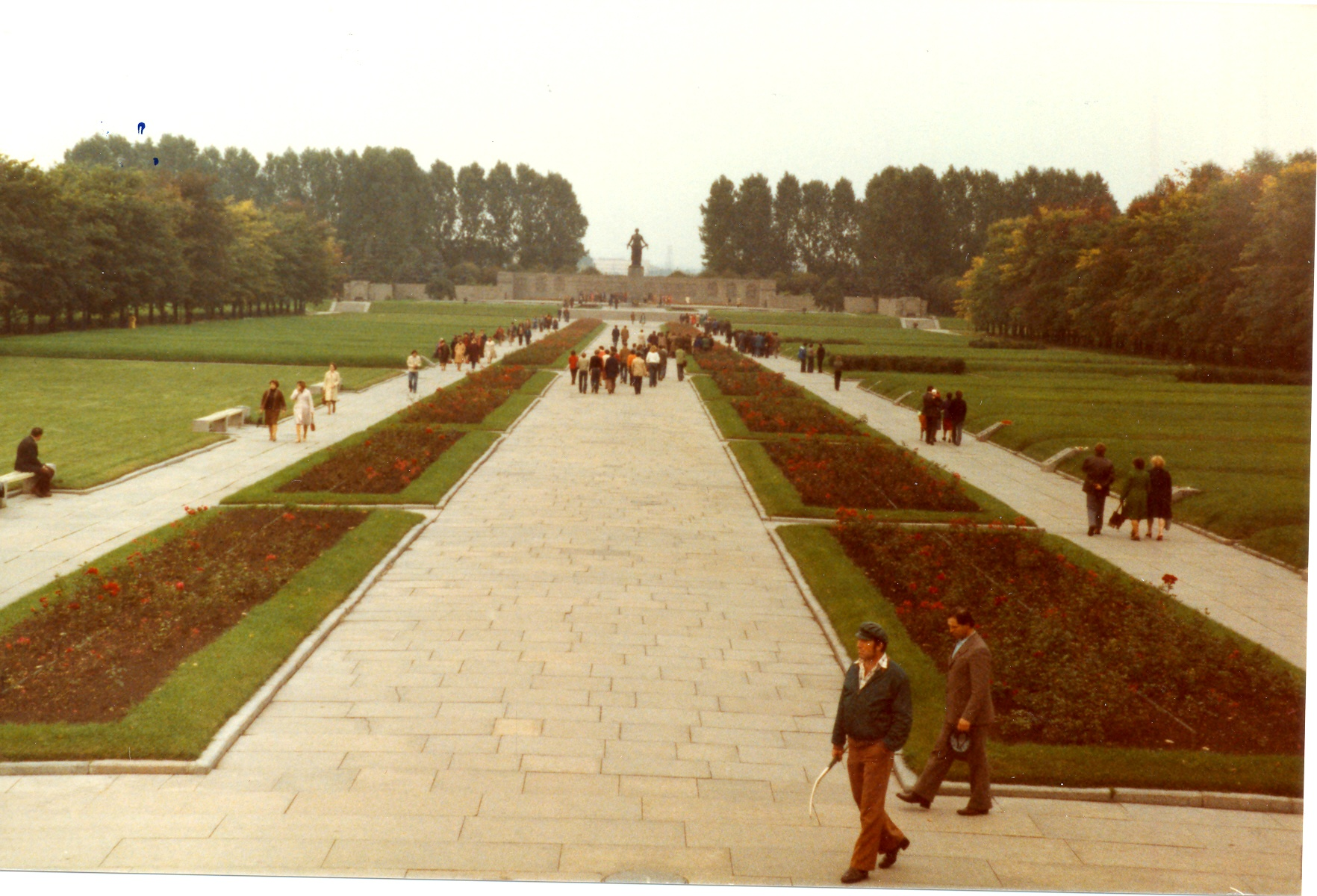
Piskarevskoye Memorial Cemetery Sk13 C

A két és féléves harc a legnagyobb pusztítást okozta, amit valaha elszenvedett ostromban egy modern város. Hitler kifejezett parancsára a cárok palotáinak jó részét – mint a Katalin-palota, a Petyergof-palota, a ropsai, a sztrelnai és a gatcsinai paloták – és a városi védműveken kívül elhelyezkedő történelmi épületeket kifosztották és elpusztították. Sok műgyűjteményt a náci Németországba szállítottak. A légitámadások és az ágyúzás rengeteg gyárat, iskolát, kórházat és egyéb civil intézményt pusztított el.

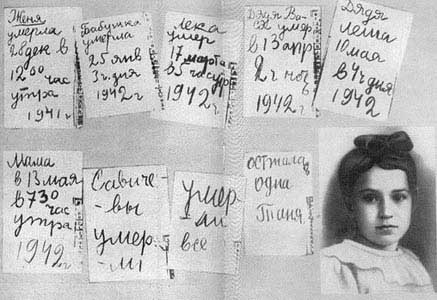
Tánya Szavicseva, egy 11 éves kislány naplója, aki leírja az éhezést, a lánytestvére halálát, aztán a nagyanyjáét, aztán a fiútestvéréét, a nagybátyjáét, egy másik nagybátyjáét és az anyjáét. Az utolsó három bejegyzés: "a Szavicsevek meghaltak", "Mindenki meghalt", "Csak Tánya maradt". Az ostrom után röviddel progresszív alultápláltságban ő maga is meghalt. Naplóját bemutatták a nürnbergi perben.

A 872 napos ostrom óriási éhínséget okozott Leningrád régiójában, megszakítva a közszolgáltatásokat, a víz-, energia- és élelemellátást. Az áldozatok száma elérhette a másfél milliót. Az evakuálás során is sokan haltak meg. Csak a Piszkarjovkai emléktemetőben mintegy félmillió áldozat nyugszik.
Az ostrom emberi és gazdasági veszteségei meghaladták a sztálingrádi csata, a moszkvai csata, vagy Hirosima és Nagaszaki bombázása kárait. A leningrádi a világtörténelem legpusztítóbb ostroma volt. Sok történész szerint genocídium volt, egy „rasszista motivációjú kiéheztetési politika” terméke, amely szerves része volt a németek precedens nélküli népirtásának a Szovjetunióban.

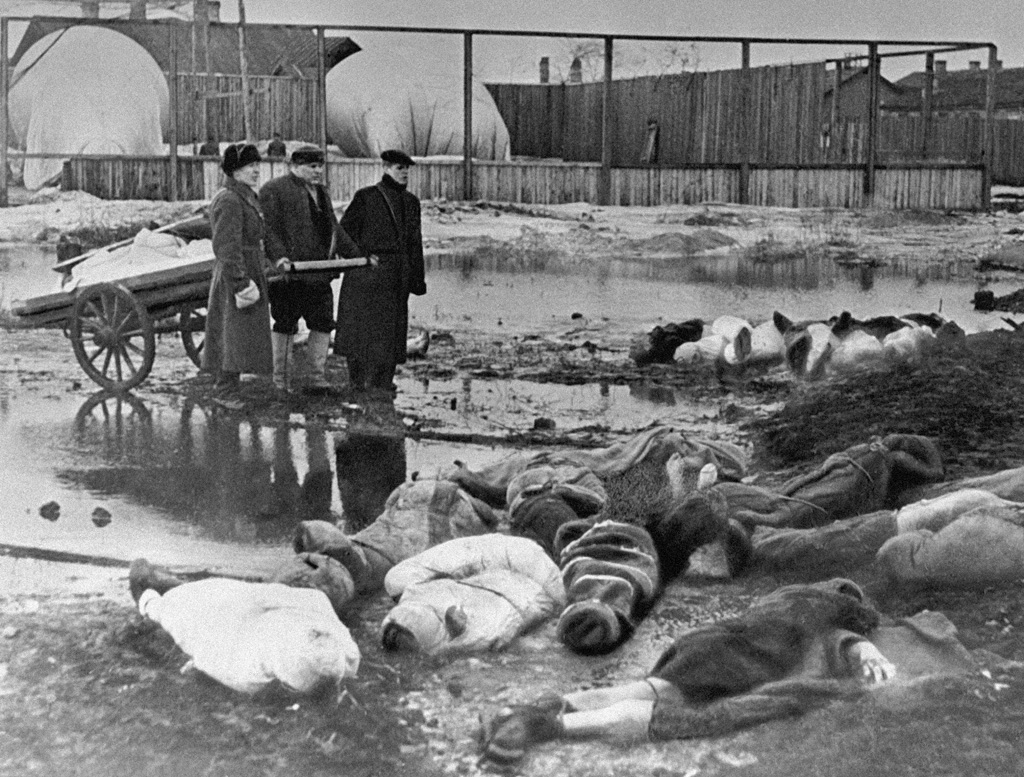
Három ember az ostrom áldozatait temeti Leningrádban 1942-ben

A városban maradt civilek különösen 1941-1942 telén szenvedtek az éhezéstől. 1941 novembere és 1942 februárja közt a napi kenyér fejadag 125 gramm volt, és még ennek az 50-60 százaléka is fűrészpor és egyéb ehetetlen adalékanyag volt. 1942 januárjában még ezt is csak a munkások és a katonai személyzet kapta körülbelül két hétig. A közlekedés is összeomlott, és a szélsőséges időjárás, a hideg – amely a –30 fokot is elérte – még azt is megnehezítette sok civil számára, hogy eljussanak egy akár csak néhány kilométernyire lévő élelmiszerosztó pontig. 1942 januárjában és februárjában havonta százezren haltak meg, a legtöbben az éhezéstől. Az emberek gyakran az utcán haltak meg, és a túlélők hozzászoktak ennek látványához.

### Kannibalizmus
A kannibalizmus előfordulásáról az ostromlott városban már 1941–42 telén felröppentek hírek, de az erről szóló NKVD jelentéseket csak 2004-ben tették közzé. Anna Reid arra mutat rá, hogy "a történtek idején a legtöbb ember számára a kannibalizmus csak másodkézből kapott horrortörténetek és nem személyes tapasztalatok formájában létezett". Sokat mond a leningrádiak közt elterjedt félelmekről, hogy a rendőrség a nem együttműködő gyanusítottakat gyakran azzal fenyegette meg, hogy kannibálokkal zárják őket egy cellába. Dimitrij Lazarev, akinek naplója az ostrom legszörnyűbb időszakát örökítette meg, megemlékezik róla, hogy a lánya és az unokahúga egy háború előtti dalból faragott rémítő gyerekversikét mondtak:
Egy disztrófiás sétált elő
Üres szemekkel
Egy kosárban hozta egy hulla fenekét.
Ebédre emberhúst eszem,
Ez szép darab!
Hha, éhes bajok!
És vacsorára, természetes
Egy kisbaba kell.
A szomszédét hozom,
a bölcsőből kilopva.
Az NKVD aktái szerint első esetben 1941 december 13-án fordult elő az emberevés. A jelentés 13 esetről számol be. Előfordult, hogy egy anya megfojtotta 18 hónapos gyermekét, hogy enni adhasson a másik három gyermekének. Egy vízvezeték-szerelő a feleségét ölte meg, hogy a fiai és az unokatestvéreik ehessenek.
1942 decemberéig az NKVD 2105 kannibált tartóztatott le. Két kategóriába osztották őket: olyanokra, akik halottakat ettek ("trupojedsztvo"), és olyanokra, akik megöltek valakit ("ljudojedsztvo"). Az utóbbiakat általában lelőtték, az előbbieket pedig bebörtönözték. A szovjet büntetőtörvénykönyv nem ismerte a kannibalizmus tényállását, így az ítéletek alapja az 59-3-as törvénycikk volt, "különleges kategóriájú banditizmus".
A halottevés sokkal gyakoribb volt. A 300 ember közül, akiket 1942 áprilisában tartóztattak le kannibalizmusért, 44 volt a gyilkos. a kannibálok 64 százaléka volt nő, 44 százalékuk munkanélküli, 90 százalékuk írástudatlan és csak 2 százalékuk volt már büntetett. A külső kerületekben több eset fordult elő, mint bent a városban. A kannibálok gyakran egyedülálló, büntetlen nők voltak gyermekekkel, ami az eljárások folyamán alkalmat adott bizonyos fajta könyörületességre
Az éhezés méreteihez képest a kannibalizmus viszonylag ritkán fordult elő. Sokkal általánosabb volt, hogy valakit megöltek az élelmiszer-fejadagjáért. 1942 első felében 1216 ilyen eset történt Leningrádban. Ugyanekkor volt a legmagasabb a halálozás: havonta százezer. Lisa Kirschenbaum szerint „a kannibalizmus esetei arra adnak alkalmat, hogy kiemeljük: a leningrádiak többségének az elképzelhetetlen körülmények ellenére is sikerült megőriznie kulturális normáit.”

## A szovjetek harca
1942. augusztus 9-én az egész városban hangosbeszélőkön közvetítették Dmitrij Sosztakovics 7., "leningrádi" szimfóniáját, úgy, hogy az ellenséges állásokban is hallották. Erre a napra tervezte eredetileg Hitler azt a bankettet, amelyen a leningrádi Astoria szállóban a város elestét ünnepelték volna a németek. Ez néhány nappal a szinyavinói offenzíva előtt történt.

### Szinyavinói offenzíva
A szinyavinói offenzíva szovjet kísérlet volt a blokád feltörésére 1942 kora őszén. A terv az volt, hogy a 2. csapásmérő hadsereg és a 8. hadsereg kapcsolódjon össze a Leningrádi Front erőivel. Ugyanebben az időben a németek is offenzívára készültek: az Északi fény hadművelet (Operation Nordlicht) célja az lett volna, hogy a Szevasztopol elfoglalása után felszabadult erők segítségével elfoglalja a várost. A csata kezdetéig egyik fél sem volt tisztában a másik terveivel.
A szovjet támadás 1942. augusztus 27-én indult, bár előcsatározások a leningrádi fronton már 19-én voltak. A hadjárat arra kényszerítette a németeket, hogy az ellentámadáshoz átcsoportosítsanak olyan erőket, amelyeket eredetileg az Északi fény hadművelethez akartak felhasználni. A német ellentámadás során történt meg az új német Tigris tankok első bevetése, bár korlátozott sikerrel. Miután a 2. rohamhadsereg részeit bekerítették és felszámolták, a szovjet offenzíva kifulladt. De a Leningrád elleni német offenzívára legalább nem került sor.

### A Szikra hadművelet

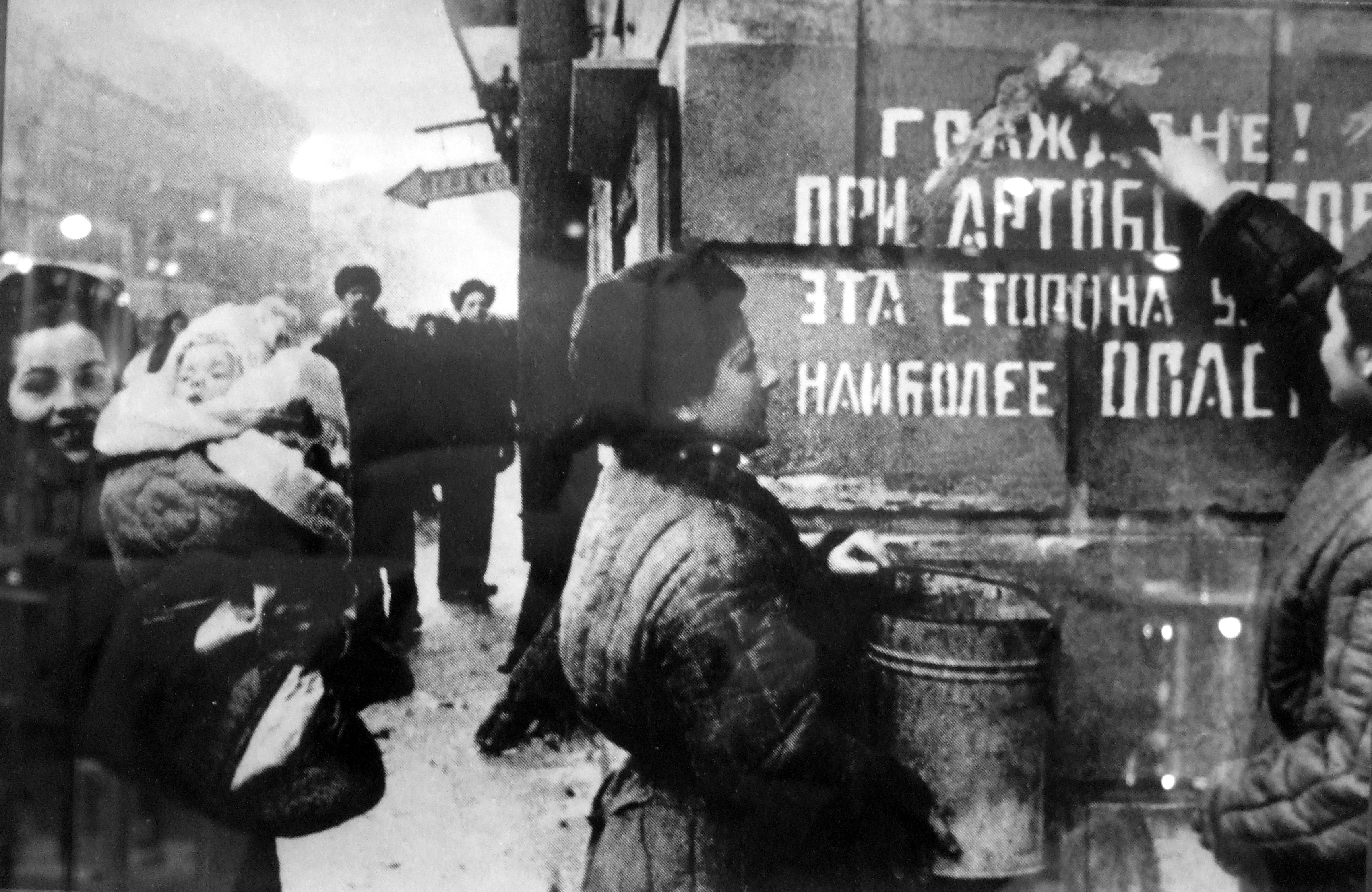
1944. Az ünneplő Leningrád. Az épp átmázolt felirat a falon: Polgárok! Az ágyúzás alatt az utcának ez a része a legveszélyesebb.

Az ostromgyűrűt végül a Szikra hadművelet törte át, amelyet a Leningrádi Front és a Volhovi Front közösen indított 1943. január 12-én. A Vörös Hadsereg egységei heves harcokban elfoglalták a Ladoga-tótól délre kiépített német erődítményeket, és január 18-án a Volhovi Front 372. lövészhadosztálya találkozott a Lenngrádi Front 123. lövészdandárjával, 10-12 kilométer széles folyosót nyitva, ami megkönnyebbülést jelentett az ostromlott város lakóinak.

### Az ostrom vége
Az ostrom 1944 január 17-ig tovább folyt. Ekkor a leningrád–novgorodi offenzíva elűzte a németeket a város déli határából. Ez a leningrádi és a volhovi frontok közös akciója volt, együtt az 1. és a 2. Balti Fronttal. A légitámogatás 30 százalékát a Balti Flotta adta. 1944 nyarán a finn hadsereget a Viborgi-öböl és a Vuoksi folyó túloldalára szorították vissza.

## Időrend

### 1941

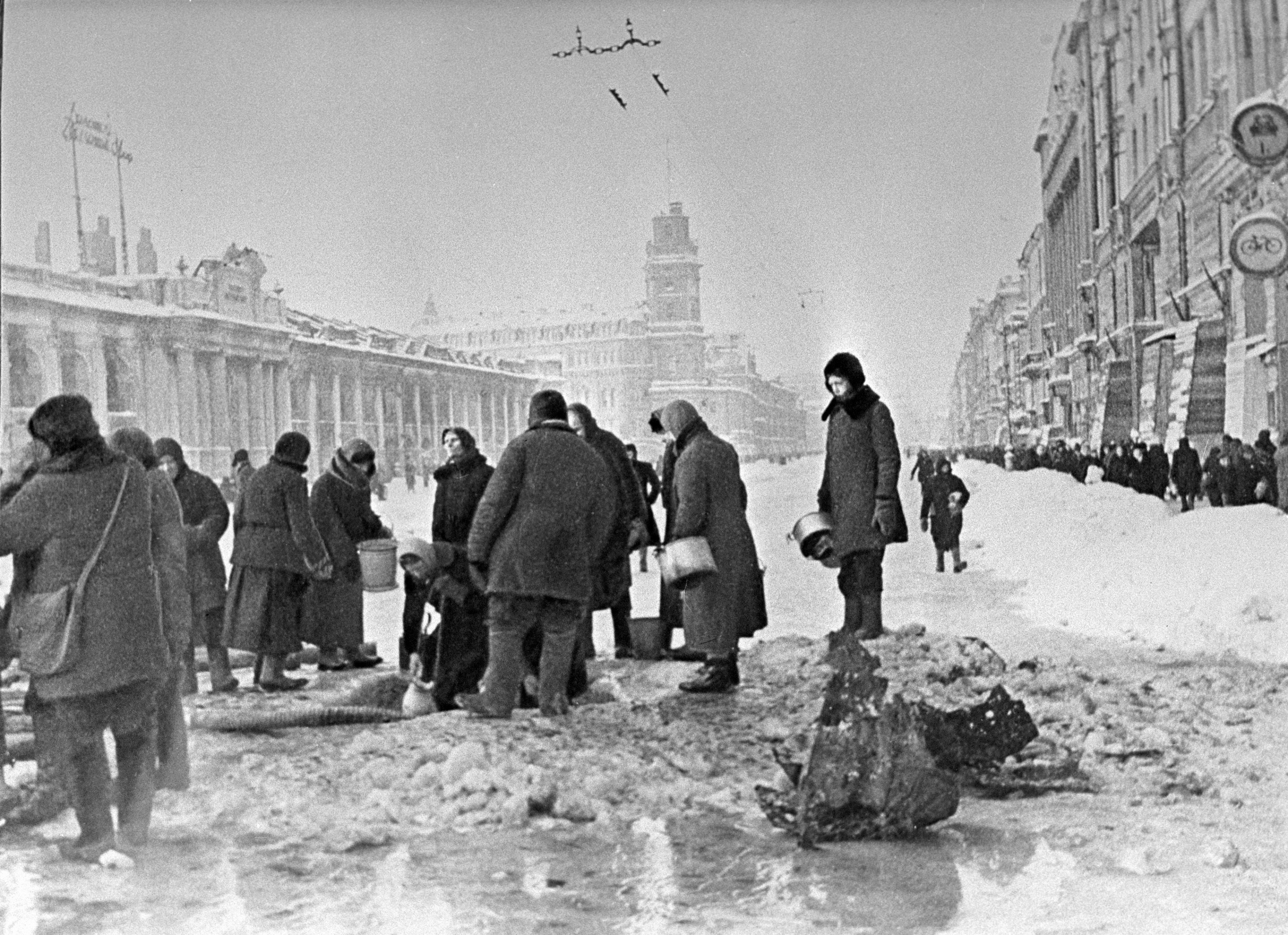
Bombatölcsérekből merítenek vizet a Nyevszkij proszpekten, a Gosztyinij dvor bevásárlóközpont és az Osztrovszkij tér között.

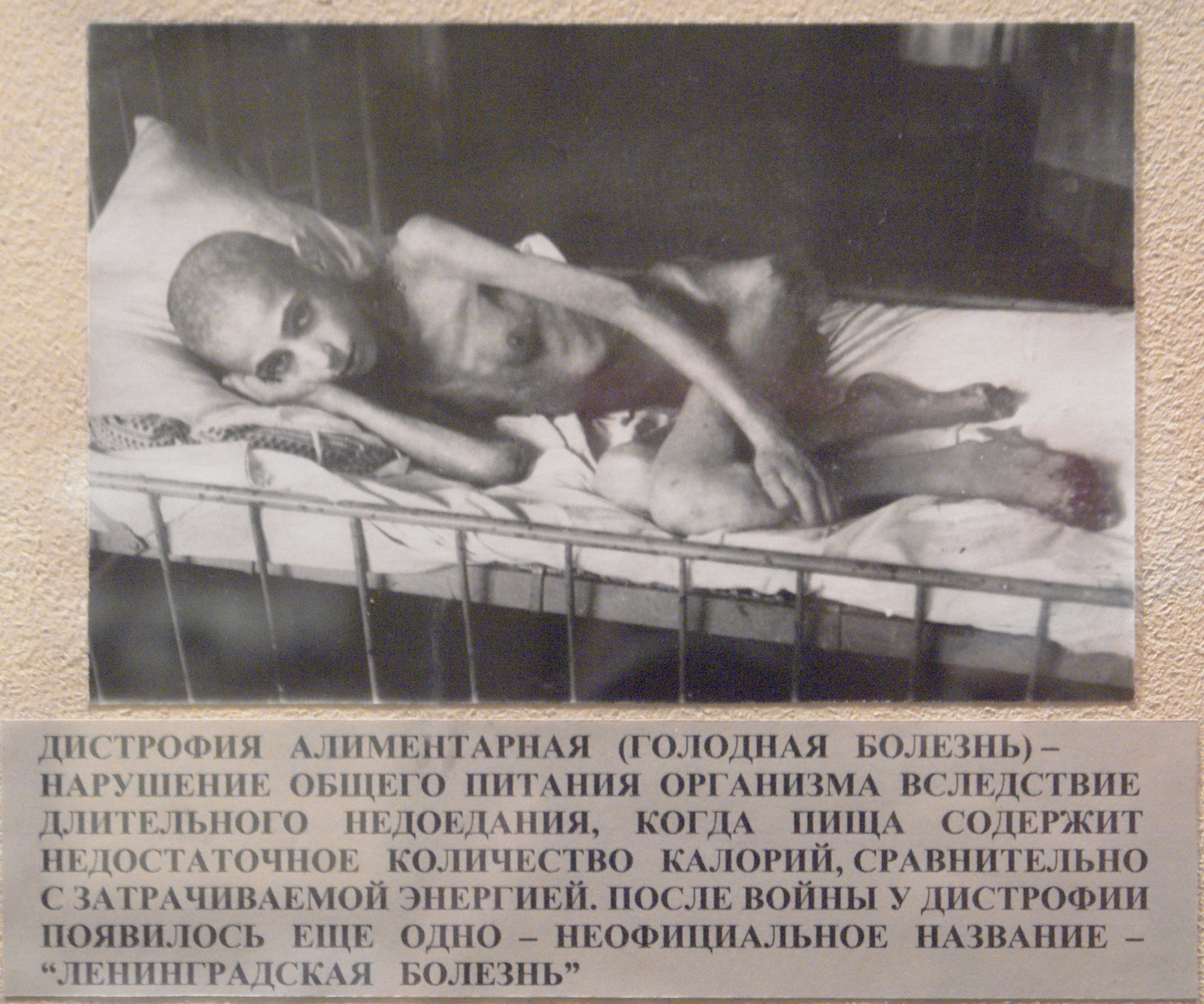
Az éhezés egyik izomelhalásban szenvedő áldozata 1941-ben.

- Április: Hitler elfoglalná és elpusztítaná Leningrádot, a Barbarossa hadművelet és a Generalplan Ost tervek szerint.[70]
- Június 22: A tengelyhatalmak megtámadják a Szovjetuniót.
- Június 23: A leningrádi főparancsnok Popov helyettesét azzal bízza meg, hogy mérje fel a Leningrád körüli védelmi pozíciókat.[71]
- Június 29: Megkezdődik a lugai védelmi erődítések (Лужский оборонительный рубеж) építése[72] és a gyermekek és a nők evakuálása.
- Június-július: Több, mint 300 ezer menekült érkezik Pszkovból és Novgorodból, az előrenyomuló német erők elől. Az Északnyugati Front haderői csatlakoznak a leningrádi frontvonalakhoz. A készülő csata katonai résztvevőinek száma, mindkét oldalt és a tartalékokat és az önkénteseket is számítva, eléri a kétmillió főt.
- Július 19–23: Az Észak Hadseregcsoport első támadását Leningrád ellen a várostól 100 kilométerre délre megállítják.
- Július 27: Hitler meglátogatja az Észak Hadseregcsoportot. Dühös a késlekedés miatt. Utasítja von Leeb marsallt, hogy decemberre foglalja el Leningrádot.[70]
- Július 31: A finnek megtámadják a szovjet 23. hadsereget a Karéliai-félszigeten, és végül elérik a téli háború előtti finn–szovjet határt.
- Augusztus 20 – Szeptember 8:A tüzérségi támadás üzemeket, iskolákat, kórházakat és civil épületeket ér talál el.
- Augusztus 21: Hitler 34-es direktívájában megparancsolja „Leningrád bekerítését a finnekkel együttműködve.”[73]
- Augusztus 20-27:A civilek evakuálása a vasutak és más kijáratok elleni támadások miatt elakad.[74]
- Augusztus 31:A finn erők védelmi állásokat vesznek fel, kiegyenesítve a frontvonalat.[37] Ebbe beletartozik az is, hogy átlépik az 1939-es háború előtti határt és elfoglalják Kirjasalo és Beloosztrov településeket.[37]
- Szeptember 6:Alfred Jodl német főparancsnok hiába próbálja meggyőzni a finneket, hogy folytassák a Leningrád elleni támadást.[39]
- Szeptember 2-9: A finnek elfoglalják a Beloosztrov és Kirjasalo hídfőket és védelmi előkészületeket tesznek.[46][75]
- Szeptember 8: Leningrád szárazföldi bekerítése befejeződik, amikor a német erők elérik a Ladoga-tó partjait.[12][70]
- Szeptember 10: Sztálin Zsukov tábornokot nevezi ki a Leningrádi Front és a Balti Flotta parancsnokának Vorosilov marsall helyett.[27]:400[76]
- Szeptember 12: Német bombázások pusztítják el a Badajev-közraktárakat, Leningrád legnagyobb élelmiszerraktárait.[77]
- Szeptember 15: von Leebnek ki kell vonnia a 4. Panzer Csoportot a frontvonalról, hogy áthelyezze a Közép Hadseregcsoporthoz, a Moszkva elleni támadáshoz.[78]
- Szeptember 19: A német csapatokat Leningrádtól 10 kilométernyire megállítják. Civilek is beállnak harcolni a védelmi vonalakon.

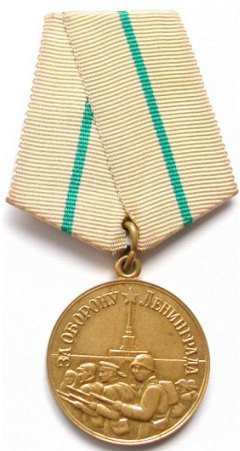
1942 december 22-től 1 496 000 szovjet kapta meg a Leningrád védelméért adományozott érmet.

- Szeptember 22: Hitler azt parancsolja, hogy „Szentpétervárt le kell törölni a föld színéről!”[79]
- Szeptember 22: Hitler kijelenti, „...nem érdekünk megmenteni a civil lakosság életét.”[79]
- November 8: Hitler Münchenben egy beszédében azt mondja: „Leningrádnak éhen kell halnia!”[12]
- November 10: Szovjet ellentámadás kezdődik, amely december 30-ra kiszorítja a németeket Tyihvinből a Volhov folyóhoz, megakadályozva, hogy elérjék a Szvir folyónál, Leningrádtól keletre állomásozó finn csapatokat.[80]
- December: Winston Churchill azt írta naplójába: „Leningrád be van kerítve, de még nincs elfoglalva.”[81]
- December 6: Nagy-Britannia hadat üzen Finnországnak. Kanada, Ausztrália, India és Új-Zéland is követi.[82]

### 1942
- Január 7: Megindul a szovjet Ljubanyi támadó hadművelet; 16 hétig tart, de sikertelen marad, és felmorzsolódik a 2. csapásmérő hadsereg.
- Január: A szovjetek támadást indítanak a Nyevszkij Pjatacsok hídfő ellen, hogy áttörjék az ostromgyűrűt. A harc 1943 májusáig folyik, de csak részleges sikerrel. Mindkét fél nagy veszteségeket szenved.
- Április 4–30: A Luftwaffe Eis Stoß (jégtorlódás) hadművelete nem tudja elsüllyeszteni a Balti Flotta Leningrádnál jégbe fagyott hajóit.[83]
- Június–szeptember: A németek 800 kilogrammos lövedékeket lőnek Leningrádra új, vasútra alkalmazott nagyágyúikkal.
- Augusztus: A spanyol Kék Hadosztályt (División Azul) Leningrád ostromára csoportosítják át.
- 1942 augusztus 9: Sosztakovics 7. "leningrádi" szimfóniájának bemutatója a körülzárt városban.
- Augusztus 19: Megkezdődik a nyolchetes szovjet szinyavinói offenzíva. Nem sikerül áttörnie az ostromgyűrűt, de hatására a németek lemondanak saját tervezett támadásukról (Északi fény hadművelet).[84]

### 1943

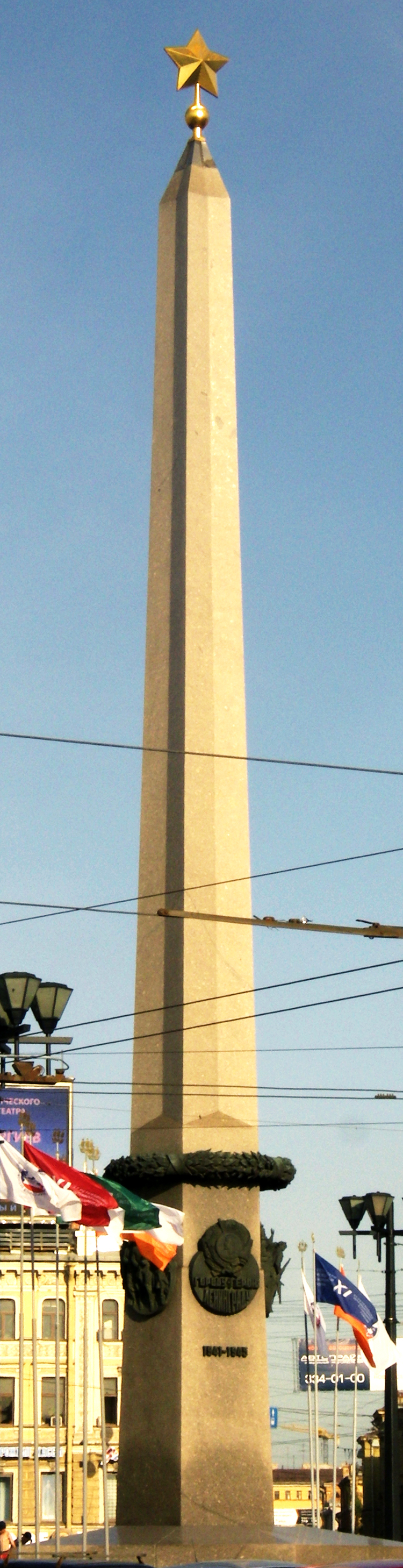
A Leningrádi Hősök Obeliszkje

- Január–december: Fokozódik az ágyútűz a városra.
- Január 12–30: A Szikra hadművelet áthatol az ostromgyűrűn és folyosót nyit a Ladoga-tón keresztül a városba. Ezzel áttörik a blokádot.
- Február 10 – április 1: A Sarkcsillag hadművelet sikertelenül próbál véget vetni az ostromnak.

### 1944
- Január 14 – március 1: A szovjetek számos támadó hadműveletben próbálják felszámolni az ostromot.
- Január 27: Véget ér Leningrád ostroma. A német erőket a várostól 60-100 kilométernyire szorítják.
- Január: Visszavonulásul előtt a németek kirabolják és lerombolják a cárok történelmi palotáit és más régi épületet, és számos nagy értékű műkincset szállítanak a náci Németországba.

Az ostromban 3200 lakótömb, 9000 faház és 840 üzem pusztult el Leningrádban és külvárosaiban.

## Értékelései

### Vitatott ügyek

#### Vita a finn részvételről
Csaknem valamennyi történész német hadműveletnek tekinti Leningrád ostromát, és nem gondolja, hogy a finnek effektíve részt vettek benne. Nyikolaj Barisnyikov orosz történész ezt vitatja, mások azonban hallgatnak erről, amiben szerepet játszhat a háború utáni barátságos szovjet-finn viszony is. A finn passzivitást hangsúlyozó nézetet alátámasztja: (a) a finnek jobbára a Téli Háború előtti határvonalon maradtak, kivéve ahol kiegyenesítették a frontvonalat, bár a németek finn támadást sürgettek, és hogy (b) nem bombázták a várost repülőkről, vagy tüzérséggel, és nem engedték a németeket a saját vonalaikhoz. Barisnyikov úgy érvel, hogy a finnek stratégiai értelemben a németektől függtek, és módjuk meg elszántságuk sem volt arra, hogy tovább nyomuljanak.

#### Szovjet deportálások
A finn és német nemzetiségű lakosok kitelepítése a Szovjetunió rideg vidékeire Leningrádból 1942 márciusában kezdődött, az Élet Útján keresztül. Az ostromlott város viszonyai azonban rosszabbak voltak, mint azok a körülmények, amelyek a kitelepítetteket fogadták, többnyire az ország keleti részében. Nem csak finnek és németek, hanem más evakuáltak milliói kerültek a Szovjetunió barátságtalan vidékeire. Gyárakat, egyetemeket és még színházakat is áttelepítettek.

### Emlékezete, emlékművei

#### A Leningrád Ostroma és Védelme Múzeum
Már az ostrom alatt elkezdték gyűjteni és bemutatni a háborúval kapcsolatos műalkotásokat és tárgyakat. Ilyen volt a német repülőgép, amely a Tavrija kertben zuhant le, miután lelőtték. 
Az ilyen tárgyakat a leningrádi nép bátorságának szimbólumaiként a 19. századi Sóraktárak (Соляной городок) egyik épüleátben gyűjtötték össze. A kiállítás múzeummá nőtte ki magát (Государственный мемориальный музей обороны и блокады Ленинграда).
Évekkel a második világháború után bukott ki a leningrádi ügy, amely immár másodszor vezetett a város kormányzati és pártfunkcionáriusainak, és egyben a múzeumnak a megsemmisítéséhez. (Az első hullám 1934-ben, Szergej Kirov népszerű leningrádi pártvezető meggyilkolása után kezdődött.) A múzeum értékes kiállítási anyaga is megsemmisült.
Az 1980-as évek politikai nyitása, a glasznoszty, a múzeum újraalapítását is meghozta. Új, sokkoló tények is napvilágot láttak ekkor az ostromról, hősiességről, nehézségekről, kegyetlenségről. A múzeum eredeti helyén nyílt újra, de még nem érte el eredeti méreteit. Korábbi helyének jórészét katonai és közigazgatási használatba került. Tervezték, hogy új, modern épületet húznak fel a kiállításnak, de a pénzügyi válság idején ezt felfüggesztették. Szergej Kuzsugetovics Sojgu jelenlegi (2017 január) védelmi miniszter alatt napvilágot láttak kormányzati ígéretek, hogy a múzeumot kibővítik a jelenlegi helyén.